# St. Georg (Ketten)

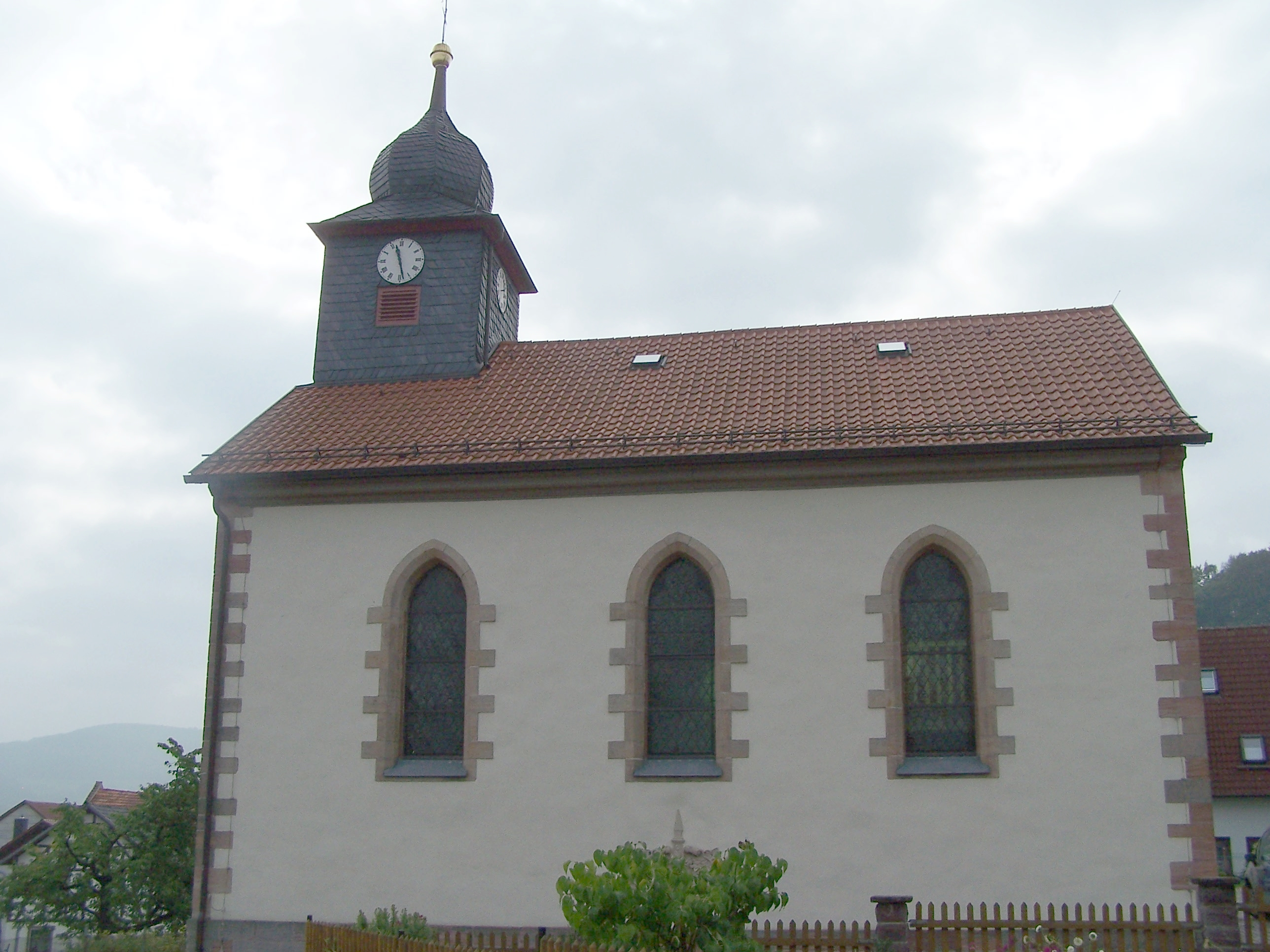
Ketten, St. Georg

Die katholische Kirche St. Georg steht am Kirchplatz von Ketten, einem Ortsteil von Geisa im Wartburgkreis in Thüringen. Die bisherige Pfarrkirche St. Cyriakus in Spahl sowie die Kirche St. Georg in Ketten werden Filialkirchen der vereinigten Pfarrei St. Nikolaus (Geismar) im Dekanat Hünfeld-Geisa des Bistums Fulda.

## Beschreibung
Die kleine, mit einem Satteldach bedeckte Saalkirche von 1807 hat einen schiefergedeckten Dachturm, der eine Haube trägt. Die spitzbogigen Fenster wurden erst 1910 eingebaut. An der Nordseite befindet sich ein Relief mit der Darstellung der Heiligen Dreifaltigkeit, das um 1600 entstanden ist. Der barocke Altar hat einen mit Voluten verzierten Baldachin sowie Figuren der heiligen Sebastian und Georg. Die Orgel von hat Friedrich Christian Knauf 1864 bis 1866 gebaut. Das Taufbecken ist von 1727, ein Epitaph von 1597. Die hölzernen Figuren der heiligen Rochus und Nepomuk stammen aus der Mitte des 18. Jahrhunderts.